# 云南旌节花
云南旌节花（学名：Stachyurus yunnanensis）为旌节花科旌节花属下的一个种。种加词 yunnanensis 意为“云南的”。